# اعتیاد به پورنوگرافی

اعتیاد به پورنوگرافی یا اعتیاد به پورن یک موضوع بحث‌برانگیز از نظر علمی است که سعی می‌کند الگوی اعتیاد را به مصرف پورنوگرافی نسبت دهد.
 استفاده از پورنوگرافی ممکن است بخشی از یک رفتار وسواسی باشد که پیامدهای منفی برای سلامت جسمی، روانی، اجتماعی یا مالی فرد داشته باشد. سازمان بهداشت جهانی در نسخه یازدهم طبقه‌بندی بین‌المللی بیماری‌ها (ICD-11) که در سال ۲۰۲۲ منتشر شد، اختلال رفتار جنسی وسواسی (CSBD) را به عنوان یک "اختلال کنترل تکانه" شناخته است. با این حال، این اختلال یک اعتیاد محسوب نمی‌شود و انجمن روان‌پزشکی آمریکا در نسخه پنجم راهنمای تشخیصی و آماری اختلالات روانی (DSM-5) و نسخه بازنگری‌شده آن (DSM-5-TR) مصرف وسواسی پورنوگرافی را نه یک اختلال روانی و نه یک نوع اعتیاد رفتاری طبقه‌بندی نمی‌کند.
مشاهده مشکل‌ساز پورنوگرافی اینترنتی به مشاهده پورنوگرافی اینترنتی گفته می‌شود که به دلیل دلایل شخصی یا اجتماعی برای فرد مشکل‌ساز است، از جمله زمانی که فرد به جای تعامل با دیگران زمان زیادی را صرف مشاهده پورنوگرافی می‌کند و این باعث تسهیل تعلل می‌شود. افراد ممکن است افسردگی، انزوای اجتماعی، از دست دادن شغل، کاهش بهره‌وری یا پیامدهای مالی به دلیل مشاهده بیش از حد پورنوگرافی اینترنتی که زندگی اجتماعی آنها را مختل می‌کند، را گزارش کنند.

در حالی که هنوز توسط محققان و متخصصان بحث می‌شود که آیا سوء استفاده از پورنوگرافی را می‌توان به عنوان اعتیاد طبقه‌بندی کرد، آنچه شناخته شده است این است که سوء استفاده از پورنوگرافی می‌تواند منجر به پیامدهای منفی برای سلامتی شود و می‌تواند از نظر رفتاری اعتیادآور باشد.
انسان‌ها مستعد ایجاد اعتیاد به مواد یا رفتارهایی هستند که مرکز دوپامین مغز را تحریک می‌کند که باعث احساس لذت شدید می‌شود. مانند مواد مخدر، الکل، بازی‌های ویدئویی و شکر، پورنوگرافی باعث ترشح دوپامین در مغز می‌شود. هنگامی که شخصی به ارگاسم می‌رسد، بدن اندورفین ترشح می‌کند و سطح دوپامین افزایش می‌یابد، که باعث می‌شود فرد احساس لذتی مشابه زمانی که فردی از مواد مخدر یا الکل استفاده می‌کند، تجربه کند.
یک فرد می‌تواند مانند الکل یا مواد مخدر تحمل پورنوگرافی را به دست‌آورد، به این معنی که در طول زمان برای رسیدن به همان سطح لذت، به تحریک بیشتری نیاز خواهد داشت. این نیاز مداوم به تحریک بیشتر می‌تواند باعث شود برخی افراد به دنبال اعمال جنسی خطرناک بالقوه در زندگی واقعی باشند.

## آسیب‌های احتمالی

### تاثیر بر سامانه پاداش مغزی
یکی از فرضیه‌هایی که موسسه ماکس پلانک و دانشکده روان‌پزشکی شریته آلمان به طور مشترک مطرح کردند، به آسیب بخش خاکستری مغز در اثر تماشای پورنوگرافی اشاره دارد.
در این پژوهش ام‌آرآی (MRI) مغز مردان ۲۱ تا ۴۵ ساله که گفته بودند در هفته به‌طور متوسط بیش از چهار ساعت پورن تماشا می‌کنند، مورد مطالعه قرار گرفت؛ نتیجه اینکه مغز کسانی که بیشتر در معرض پورنوگرافی قرار می‌گرفتند، در مناطقی که «انگیزه» و سیستم پاداش را در کنترل دارد کوچکتر بود.
دکتر سیمونه کیون، مدیر این گروه تحقیقاتی می‌گوید: نتایج این تحقیق می‌تواند بیانگر این باشد که مصرف مرتب پورنوگرافی سامانه پاداش مغز را تنبل می‌کند. در نتیجه افراد به محرک‌های قوی‌تری برای تحریک و لذت خود نیاز دارند این امر می‌تواند دلیل نارضایتی از زندگی جنسی در بسیاری از زوج‌های متقاضی پورنوگرافی باشد.

### نارضایتی زناشویی
استفاده از پورنوگرافی روابط زناشویی را تضعیف می‌کند و بسیاری از همسران را آزار می‌دهد.شوهران پس از نگاه طولانی به زنانی که در فیلم پورنو به تصویر کشیده می‌شوند، گزارش می‌دهند که همسرشان را کمتر دوست دارند.

### تأثیر بر همسران
در بسیاری از موارد، همسران کاربران پورنوگرافی زخم‌های روانی عمیقی نیز ایجاد می‌کنند که معمولاً در پاسخ به کشف یا افشای فعالیت جنسی آنلاین پورنوگرافی شریک، احساس خیانت، از دست دادن، بی‌اعتمادی، ویرانی و خشم را گزارش می‌کنند.
همسران ممکن است شروع به احساس ناجذابی یا عدم کفایت جنسی کنند و زمانی که متوجه شوند شوهرانشان پورنوگرافی را مشاهده می‌کنند ممکن است به شدت افسرده شوند.
بینندگان پورنوگرافی به روابط جنسی بدون دخالت عاطفی اهمیت بیشتری می‌دهند و در نتیجه، همسران کاهش صمیمیت را از سوی شوهران خود تجربه می‌کنند.

### جدایی عاطفی
فاصله عاطفی ایجاد شده توسط پورنوگرافی و سکس سایبری اغلب می‌تواند به اندازه خیانت واقعی به رابطه آسیب بزند بیگانگی بین همسران ناشی از پورنوگرافی می‌تواند عواقب ملموسی نیز داشته باشد: زمانی که تماشای فیلم‌های پورن به سطح اعتیاد می‌رسد، ۴۰ درصد از معتادان جنسی همسر خود را از دست می‌دهند، ۵۸ درصد متحمل خسارات مالی قابل توجهی می‌شوند و حدود یک سوم متحمل می‌شوند. شغل خود را از دست بدهند.
قرار گرفتن طولانی‌مدت در معرض پورنوگرافی باعث نارضایتی و حتی بیزاری از محبت همسر می‌شود. کاربران پورنوگرافی به‌طور فزاینده ای نهاد ازدواج را محدودکننده جنسی می‌دانند

### افزایش خیانت
دولف زیلمن از دانشگاه آلاباما، در یک مطالعه روی نوجوانان، نشان می‌دهد که استفاده مداوم از پورنوگرافی اغلب منجر به کنار گذاشتن وفاداری به دوست‌دختر آنها می‌شود. استیون استک از دانشگاه ایالتی وین و همکارانش بعداً نشان دادند که استفاده از پورنوگرافی میزان خیانت زناشویی را بیش از ۳۰۰ درصد افزایش می‌دهد. بر اساس این پژوهش همبستگی قوی بین تماشای پورنوگرافی اینترنتی و باعث رفتار سهل آمیز جنسی می‌شود. مطالعات استک نشان داد که استفاده از پورنوگرافی اینترنتی در بین افرادی که با یک هرزه رابطه جنسی دارند ۳٫۷ برابر بیشتر از افرادی است که این کار را نمی‌کنند.
پورنوگرافی همچنین منجر به سطوح بسیار بالاتری از خیانت در بین زنان می‌شود. زنانی که در سکس سایبری شرکت می‌کنند، حدود ۴۰ درصد بیشتر از زنانی که در سکس سایبری شرکت نمی‌کنند، شریک جنسی داشتند.

### جدایی و طلاق
یک پژوهش که توسط دکتر ساموئل پری و دکتر سایرس شلیفر از دانشگاه اکلاهما انجام شد، نشان داد که احتمال طلاق برای مردان و زنانی که شروع به استفاده از پورنوگرافی می‌کنند تقریباً دو برابر می‌شود.

## آمار
بینندگان پورنوگرافی در مناطق مختلف جهان پراکنده هستند. بیشترین ترافیک سایت پورن‌هاب در سال ۲۰۲۲ مربوط به کشورهای ایالات متحده آمریکا، بریتانیا، فرانسه، ژاپن و ایتالیا است.
۴۶ درصد از مردان و ۱۶ درصد از زنان بین سنین ۱۸ تا ۳۹ سال به طور عمدی در یک هفته فیلم‌های مستهجن را مشاهده می‌کنند.
در یک مطالعه روی افراد ۱۸ تا ۲۶ ساله، تقریباً دو سوم (۶۷٪) مردان جوان و نیمی (۴۹٪) از زنان جوان موافق هستند که تماشای پورنوگرافی قابل قبول است.
در همان مطالعه، تقریباً ۹ نفر از ۱۰ مرد جوان (۸۷٪) و نزدیک به یک سوم (۳۱٪) از زنان جوان استفاده از پورنوگرافی را گزارش کردند.
در میان سالمندان، در حالی که آمیزش جنسی کاهش می‌یابد، خودارضایی و استفاده از پورنوگرافی افزایش می‌یابد.
نسل‌های جوان آمریکایی به ویژه آنهایی که در دوران نوجوانی به اینترنت دسترسی داشتند بیشترین تماشاگران پورنوگرافی بودند. افزایش تدریجی دسترسی به اینترنت و همچنین ناشناس بودن و حفظ حریم خصوصی استفاده از آن، مصرف پورنوگرافی را به طور قابل توجهی در مردان افزایش داده است.
یافته‌های اخیر نشان می‌دهد که سه نفر از پنج پاسخ‌دهنده که در یک نمونه تحقیق انتخاب شده بودند، با اعتیاد به پورنوگرافی اینترنتی مشکل دارند، و بیشتر در مردانی که به تنهایی یا با والدین خود زندگی می‌کنند، دیده می‌شود. علاوه بر این، یافته‌های اخیر نشان می‌دهد که مصرف پورنوگرافی اینترنتی در مردان بالغ جوان بیشترین میزان را دارد طور قابل توجهی در مردان افزایش داده است.

## علائم و تشخیص
معیارهای تشخیصی جهانی پذیرفته‌شده‌ای برای اعتیاد به پورنوگرافی یا مشاهده مشکل‌ساز پورنوگرافی وجود ندارد. اعتیاد به پورنوگرافی اغلب به صورت عملیاتی با توجه به میزان مشاهده پورنوگرافی و عواقب منفی تعریف می‌شود. تنها معیارهای تشخیصی برای یک اعتیاد رفتاری در نسخه کنونی «راهنمای تشخیصی و آماری اختلالات روانی» برای قماربازی پاتولوژیک وجود دارد و این معیارها شبیه به معیارهای سوءمصرف و وابستگی به مواد هستند، مانند: تمرکز بر رفتار، کاهش توانایی در کنترل رفتار، تحمل دارویی، محرومیت از دارو، و عواقب نامطلوب روانی اجتماعی. معیارهای تشخیصی برای سایر اعتیادات رفتاری نیز پیشنهاد شده‌اند و این معیارها معمولاً بر اساس تشخیص‌های مستقر برای سوءمصرف و وابستگی به دارو است.
یک مطالعه نشان داد افرادی که به پورنوگرافی معتاد هستند فعالیت مغزی مشابهی با افراد معتاد به الکل یا مواد مخدر نشان می‌دهند.
اسکن‌های ام‌آرآی از افراد مورد آزمایش که به استفاده اجباری پورنوگرافی اعتراف کردند نشان داد که سامانه پاداش مغز به دیدن مطالب صریح واکنش نشان می‌دهند، مانند واکنش یک فرد الکلی به دیدن تبلیغ نوشیدنی واکنش نشان می‌دهد.
استفاده از پورنوگرافی با بسیاری از مسائل مربوط به رضایت جنسی، کیفیت زناشویی، و خشونت جنسیتی مرتبط شده است. این مسائل به‌طور مفصل در مخالفت با پورنوگرافی مورد بحث قرار گرفته‌اند.
تشخیص پیشنهادی برای اختلال رفتار جنسی اجباری، پورنوگرافی را به عنوان یک زیرگونه از این اختلال شامل می‌شود. این تشخیص شامل معیارهایی مانند وقت‌گذرانی زیاد در فعالیت جنسی که با وظایف تداخل دارد، درگیر شدن مکرر در فعالیت جنسی به دلیل استرس، تلاش‌های مکرر و ناموفق برای کاهش این رفتارها، و پریشانی یا اختلال در عملکرد زندگی است.
طبق نظر انجمن پزشکی اعتیاد آمریکا، برخی تغییرات روان‌شناختی و رفتاری که مشخصه تغییرات مغزی اعتیادی هستند شامل ولع اعتیادی، تکانشگری، کاهش عملکرد اجرایی، حساسیت‌زدایی، و ناخوشی می‌باشند. نتایج تصویربرداری رزونانس مغناطیسی عملکردی (fMRI) نشان داده است که افرادی که مبتلا به رفتار جنسی اجباری (CSB) تشخیص داده شده‌اند، واکنش بیشتری به نشانه‌ها در نواحی مغزی نشان می‌دهند که به طور سنتی با واکنش به نشانه‌های مواد مخدر مرتبط است. این نواحی شامل آمیگدال و استریاتوم شکمی می‌باشند. مردانی که مبتلا به CSB نیستند اما سابقه طولانی در مشاهده پورنوگرافی دارند، واکنش کمتری به تصاویر پورنوگرافی در ناحیه پوتامن چپ نشان می‌دهند که ممکن است نشان‌دهنده حساسیت‌زدایی باشد. موضع ASAM با انجمن آمریکایی مربیان، مشاوران و درمانگران جنسی (AASECT) ناسازگار است که عدم شواهد قوی برای چنین طبقه‌بندی را بیان کرده و ASAM را به دلیل نداشتن دانش دقیق از جنسیت انسانی نقد می‌کند.
تحقیقات نوروسایکوفارماکولوژیک و روان‌شناختی در مورد اعتیاد به پورنوگرافی که بین سال‌های ۲۰۱۵ تا ۲۰۲۱ انجام شده‌اند، نشان می‌دهند که اکثر مطالعات به طور کامل یا تقریباً به طور کامل بر مردان در محیط‌های ناشناس متمرکز بوده و نتایج متناقضی داشته‌اند. برخی محققان ایده اینکه اعتیاد به پورنوگرافی به عنوان نوعی اعتیاد رفتاری تحت ساختار چتری رفتار بیش‌فعالی جنسی و یا زیرمجموعه‌ای از رفتار جنسی اجباری (CSB) قرار می‌گیرد و باید به چنین عنوانی درمان شود را حمایت می‌کنند، در حالی که دیگران فعال‌سازی افزایش‌یافته واکنش استریاتوم شکمی در مردان برای نشانه‌هایی که پاداش‌های اروتیک و نه پاداش‌های پولی را پیش‌بینی می‌کنند و نشانه‌هایی که تصاویر اروتیک را نشان می‌دهند، را تشخیص داده‌اند که شباهت‌هایی بین اعتیاد به پورنوگرافی و اختلالات اعتیاد معمولی را پیشنهاد می‌کنند.
با وجود اینکه پورنوگرافی به‌طور نادرست به عنوان بحران بهداشت عمومی در ایالات متحده و جاهای دیگر شناخته شده است، گزارش شده است که استفاده مشکل‌ساز از پورنوگرافی اینترنتی و آنلاین، از دهه ۲۰۰۰ باری فزاینده بر سلامت روان عمومی داشته است، مدل‌های روان‌پزشکی و معیارهای تشخیصی توافق ندارند و شواهد موجود در مورد اثربخشی روش‌های درمانی هنوز کم است.

### وضعیت تشخیصی
وضعیت اعتیاد به پورنوگرافی به عنوان یک اختلال اعتیادی، به جای صرفاً یک رفتار اجباری، به شدت مورد بحث قرار گرفته است. علاوه بر این، تحقیقات نشان می‌دهد که استفاده از برچسب اعتیاد به پورنوگرافی ممکن است نشان‌دهنده یک طبقه‌بندی اجتماعی (به جای بالینی) باشد.
شایسته است در نظر گرفته شود که آیا موج ظاهری از افراد خود تشخیص داده شده به عنوان معتادان به پورنوگرافی که امروز به دنبال کمک هستند، ممکن است نمایانگر پذیرش سریع یک روش نسبتاً جدید برای توصیف رفتار مشکل‌ساز فرد باشد، و نه توسعه یک بیماری مدرن که توصیف آن باید درمان آن را تعیین کند.
کریس تیلور، طبقه‌بندی‌شناسی و استعاره: چگونه بینندگان پورنوگرافی اعتیاد به پورنوگرافی را درک می‌کنند.
در نوامبر ۲۰۱۶، انجمن مربیان، مشاوران و درمانگران جنسی آمریکا (AASECT) بیانیه‌ای در مورد اعتیاد به سکس/پورنوگرافی صادر کرد که اعلام کرد AASECT «شواهد تجربی کافی برای حمایت از طبقه‌بندی اعتیاد به سکس یا پورنوگرافی به عنوان یک اختلال روانی پیدا نمی‌کند، و روش‌های آموزش و درمان اعتیاد به سکس را به اندازه کافی با دانش دقیق جنسی انسانی آگاه نمی‌داند؛ بنابراین، موضع AASECT این است که ارتباط مشکلات مربوط به تمایلات، افکار یا رفتارهای جنسی با فرایند اعتیاد به پورنوگرافی/سکس نمی‌تواند به عنوان یک استاندارد عملی برای آموزش جنسی، مشاوره یا درمان توسط AASECT پیش برود.»
راهنمای تشخیصی و آماری اختلالات روانی (DSM-5) بخشی جدید برای اعتیادهای رفتاری شامل کرده است، اما تنها یک اختلال: قماربازی بیمارگونه. یک اعتیاد رفتاری دیگر، اختلال بازی‌های اینترنتی، در شرایط پیشنهادی برای مطالعه بیشتر در DSM-5 آمده است. روانپزشکان به دلیل کمبود پشتیبانی تحقیقاتی از درج دیگر اختلالات رفتاری در این زمان خودداری کردند.
اعتیاد به پورنوگرافی در DSM-5 (یا هیچ نسخه قبلی) تشخیص داده نشده است. «مشاهده پورنوگرافی آنلاین» به طور لفظی در DSM-5 ذکر شده است، اما آن نیز به عنوان یک اختلال روانی در نظر گرفته نمی‌شود.
وقتی که نسخه پنجم راهنمای تشخیصی و آماری اختلالات روانی (DSM-5) در حال تدوین بود، کارشناسان یک اعتیاد پیشنهادی به نام اختلال بیش‌جنسی را در نظر گرفتند، که شامل یک زیرگروه پورنوگرافی نیز بود. اما در نهایت، بررسی‌کنندگان تصمیم گرفتند که شواهد کافی برای درج اختلال بیش‌جنسی یا زیرگروه‌های آن در نسخه ۲۰۱۳ وجود ندارد.
- کیرستن ویر، آیا پورنوگرافی اعتیادآور است؟

تعدادی از مطالعات نشانه‌های عصبی اعتیاد را در کاربران پورنوگرافی اینترنتی یافته‌اند، که با بدنه وسیعی از تحقیقات که نشانه‌های مشابه را در دیگر انواع کاربران مشکل‌دار اینترنتی یافته‌اند سازگار است. با این حال، مطالعات دیگر نشان دادند که نشانه‌های بحرانی اعتیاد وجود ندارد، و اکثر نشانه‌های اعتیاد برای پورنوگرافی هرگز اثبات نشده‌اند.
طبقه‌بندی بین‌المللی اختلالات 11 (ICD-11) «اعتیاد به پورنوگرافی» را رد کرده است. به طور خاص، سازمان بهداشت جهانی (WHO) نوشت: «بر اساس داده‌های محدود فعلی، به نظر می‌رسد که درج [استفاده مشکل‌دار اینترنت] در ICD-11 زودهنگام باشد.»
با این حال، ICD-11 شامل «اختلال رفتار جنسی اجباری» (CSBD) در بخش «اختلالات کنترل تکانه» است. این اختلال به عنوان «الگوی مداوم ناتوانی در کنترل تکانه‌های جنسی شدید و تکراری یا تمایلات جنسی که منجر به رفتارهای جنسی تکراری می‌شود» تعریف شده است. دیوید جی. لی استدلال کرد که این تأییدی بر مفهوم اعتیاد به پورنوگرافی نیست. ICD همچنین به طور خاص هر کسی را از این تشخیص مستثنی می‌کند که ناراحتی‌اش به دلیل تعارض اخلاقی تنها باشد، با این حال، ناسازگاری اخلاقی قوی‌ترین پیش‌بینی‌کننده باور به اعتیاد به پورنوگرافی است. توجه کنید که دو مطالعه این موضوع را نقض کرده‌اند، که یافته‌اند خودشیفتگی، به ویژه خودشیفتگی خصمانه، پیش‌بینی‌کننده تشخیص خود به عنوان معتاد به پورنوگرافی است.
نویسندگان کتاب‌های درسی مقدماتی روان‌شناسی، کون، میترر و مارتینی، در ذکر گذرایی از نو-فپ، از پورنوگرافی به عنوان «محرک فوق‌العاده» یاد می‌کنند اما از مدل اجبار به جای اعتیاد استفاده می‌کنند.اعتیاد و اجبار مدل‌های اختلالات روانی هستند که یکدیگر را نفی می‌کنند، و اصطلاح «اعتیاد» کاهش یافته است،اما ICD-11 وجود «اعتیاد به پورنوگرافی/اعتیاد به سکس» را تأیید نمی‌کند.
DSM-5-TR، منتشر شده در مارس ۲۰۲۲، تشخیص اعتیاد/اجبار جنسی (که شامل مشاهده پورنوگرافی اینترنتی می‌شود) را به رسمیت نمی‌شناسد.
ICD-11 پورنوگرافی را به CSBD افزوده است. با این حال، این به عنوان یک اختلال کنترل تکانه دسته‌بندی شده است، نه یک اختلال اعتیادی. استدلال شده است که تشخیص CSBD بر اساس پژوهش‌های جنسی نیست.
نه DSM-5، نه DSM-5-TR، نه ICD-10، نه ICD-11 اعتیاد به سکس یا پورنوگرافی را به عنوان یک تشخیص معتبر به رسمیت نمی‌شناسند.
روتمن بیان کرده است که "هنوز به طور واضح پورنوگرافی به عنوان یک عامل خطر برای پیامدهای سلامتی متعدد شناخته نشده است".
با این حال، اعتیاد به پورنوگرافی در حال حاضر به عنوان یک وضعیت قابل تشخیص طبق DSM در نظر گرفته نمی‌شود. جایگزین‌های DSM، مانند ICD-11، نیز به مدل اعتیاد برای پورنوگرافی نپیوسته‌اند، هرچند آن‌ها به این واقعیت اذعان می‌کنند که افراد ممکن است نسبت به استفاده از آن اجبار داشته باشند.
— روتمن ۲۰۲۱، ص ۱۰۳
کتابی در سال ۲۰۲۲ توسط مک کی، لیتسو، بایرون و اینگام، مدل «اعتیاد به پورن» را مورد تردید قرار می‌دهد و پیشنهاد می‌کند که به جای پورنوگرافی، شرم جنسی را باید سرزنش کرد. آنها اشاره می‌کنند که بسیاری از تحقیقات در مورد تأثیرات پورنوگرافی اغلب همبستگی را با علیت اشتباه می‌گیرند، و بسیاری از تحقیقات پورنوگرافی به جای توصیفی، هنجاری (یعنی اخلاقی) بوده‌اند.